# Großer Preis von Brasilien 1985
Der Große Preis von Brasilien 1985 (offiziell XIV Grande Prêmio do Brasil) fand am 7. April auf dem Jacarepaguá Circuit in Rio de Janeiro statt und war das erste Rennen der Formel-1-Weltmeisterschaft 1985.

## Berichte

### Hintergrund
Die Teams McLaren, Ferrari, Renault und Alfa Romeo starteten mit denselben Piloten in die neue Saison, mit denen sie die Saison 1984 abgeschlossen hatten. Bei Tyrrell wurden die Verträge mit Martin Brundle und Stefan Johansson verlängert, nachdem sich Stefan Bellof mit dem Teamchef überworfen hatte.
Neuer Teamkollege von Keke Rosberg bei Williams wurde Nigel Mansell, während Jacques Laffite zu Ligier zurückkehrte. Dort verdrängte er François Hesnault, der daraufhin Teo Fabi bei Brabham ersetzte. Mansells ehemaliger Platz beim Team Lotus als Teamkollege von Elio de Angelis wurde von Ayrton Senna, dessen Vertragsunterzeichnung bereits im Rahmen des Großen Preises von Italien im Vorjahr für Aufsehen gesorgt hatte, eingenommen.
Infolge des Rückzugs von ATS wurde Gerhard Berger von Arrows engagiert, um zweiter Stammfahrer neben Thierry Boutsen zu werden. Neben Philippe Alliot ging Manfred Winkelhock für RAM Racing an den Start.
Die Teams Spirit Racing und Osella Squadra Corse traten weiterhin mit nur einem Fahrzeug an. Das einzige neue Team, Minardi, ebenfalls.
Da sich Michelin als Reifenlieferant aus der Formel 1 zurückgezogen hatte und die beiden verbliebenen Anbieter Goodyear sowie Pirelli jeweils nur maximal acht Teams ausstatten wollten, konnte das Team Toleman mangels Reifen nicht zum Saisonauftakt antreten.
Nahezu alle Teams brachten pünktlich zum Saisonauftakt neue Rennwagen an den Start. Spirit und McLaren beschränkten sich allerdings auf Evolutionsstufen ihrer Modelle des Vorjahres. Tyrrell und Osella waren die beiden einzigen Teams, die reine Vorjahresfahrzeuge einsetzten. Bei den Motoren gab es kaum Veränderungen im Vergleich zu den in der Saison 1984 verwendeten. Lediglich Renault setzte im eigenen Werksteam weiterentwickelte Vorjahres-Aggregate ein und stellte diese auch dem Kundenteam Ligier zur Verfügung.

### Training
Da nur 25 Fahrer anwesend waren, konnten sich alle für das Rennen qualifizieren.
Michele Alboreto erreichte mit dem neuen Ferrari 156/85 die Pole-Position vor Rosberg sowie den beiden Lotus-Piloten de Angelis und Senna. Mansell und Prost bildeten die dritte Startreihe vor René Arnoux und Nelson Piquet. Der amtierende Weltmeister Niki Lauda qualifizierte sich für den neunten Startplatz neben Derek Warwick.

### Rennen
Während Alboreto sich in der ersten Kurve gegen Mansell verteidigen musste, zog Rosberg an ihm vorbei und übernahm die Führung. Mansells Überholversuch scheiterte. Er kam von der Strecke ab und musste das Rennen kurz darauf wegen zu starker Beschädigungen aufgeben. Alboreto hatte fortan infolge einer Berührung mit Mansell leichte Handlingprobleme zu verzeichnen.
Als Rosberg in der zehnten Runde aufgrund eines Turboladerschadens ausschied, übernahm Alboreto die Spitze. Prost war zwischenzeitlich auf den zweiten Rang gelangt. Es folgte zunächst Senna vor Lauda, bis der Österreicher in der 14. Runde am Brasilianer vorbeizog.
In Runde 19 verwies Prost Alboreto auf den zweiten Platz. Nachdem Lauda in der 24. Runde ausgeschieden war, folgten die beiden Lotus-Piloten Senna und de Angelis auf den Plätzen drei und vier. Senna erreichte das Ziel aufgrund eines Elektrikdefektes nicht. Somit wurde de Angelis am Ende Dritter vor Arnoux, Tambay und Laffite.

## Meldeliste
| Team                           | Nr. | Fahrer             | Chassis         | Motor                       | Reifen |
| ------------------------------ | --- | ------------------ | --------------- | --------------------------- | ------ |
| Marlboro McLaren International | 01  | Niki Lauda         | McLaren MP4/2B  | TAG/Porsche TTE PO1 1.5 V6t | G      |
| Marlboro McLaren International | 02  | Alain Prost        | McLaren MP4/2B  | TAG/Porsche TTE PO1 1.5 V6t | G      |
| Tyrrell Racing Organisation    | 03  | Martin Brundle     | Tyrrell 012     | Ford Cosworth DFY 3.0 V8    | G      |
| Tyrrell Racing Organisation    | 04  | Stefan Johansson   | Tyrrell 012     | Ford Cosworth DFY 3.0 V8    | G      |
| Canon Williams Honda Team      | 05  | Nigel Mansell      | Williams FW10   | Honda RA163-E 1.5 V6t       | G      |
| Canon Williams Honda Team      | 06  | Keke Rosberg       | Williams FW10   | Honda RA163-E 1.5 V6t       | G      |
| Motor Racing Developments      | 07  | Nelson Piquet      | Brabham BT54    | BMW M12/13 1.5 L4t          | P      |
| Motor Racing Developments      | 08  | François Hesnault  | Brabham BT54    | BMW M12/13 1.5 L4t          | P      |
| Skoal Bandit Formula 1 Team    | 09  | Manfred Winkelhock | RAM 03          | Hart 415T 1.5 L4t           | P      |
| Skoal Bandit Formula 1 Team    | 10  | Philippe Alliot    | RAM 03          | Hart 415T 1.5 L4t           | P      |
| John Player Special Team Lotus | 11  | Elio de Angelis    | Lotus 97T       | Renault EF4 1.5 V6t         | G      |
| John Player Special Team Lotus | 12  | Ayrton Senna       | Lotus 97T       | Renault EF4 1.5 V6t         | G      |
| Équipe Renault Elf             | 15  | Patrick Tambay     | Renault RE60    | Renault EF4B 1.5 V6t        | G      |
| Équipe Renault Elf             | 16  | Derek Warwick      | Renault RE60    | Renault EF4B 1.5 V6t        | G      |
| Barclay Arrows BMW             | 17  | Gerhard Berger     | Arrows A8       | BMW M12/13 1.5 L4t          | G      |
| Barclay Arrows BMW             | 18  | Thierry Boutsen    | Arrows A8       | BMW M12/13 1.5 L4t          | G      |
| Spirit Enterprises Ltd.        | 21  | Mauro Baldi        | Spirit 101D     | Hart 415T 1.5 L4t           | P      |
| Benetton Team Alfa Romeo       | 22  | Riccardo Patrese   | Alfa Romeo 185T | Alfa Romeo 890T 1.5 V8t     | G      |
| Benetton Team Alfa Romeo       | 23  | Eddie Cheever      | Alfa Romeo 185T | Alfa Romeo 890T 1.5 V8t     | G      |
| Osella Squadra Corse           | 24  | Piercarlo Ghinzani | Osella FA1F     | Alfa Romeo 890T 1.5 V8t     | P      |
| Équipe Ligier                  | 25  | Andrea de Cesaris  | Ligier JS25     | Renault EF4B 1.5 V6t        | P      |
| Équipe Ligier                  | 26  | Jacques Laffite    | Ligier JS25     | Renault EF4B 1.5 V6t        | P      |
| Scuderia Ferrari SpA SEFAC     | 27  | Michele Alboreto   | Ferrari 156/85  | Ferrari 031 1.5 V6t         | G      |
| Scuderia Ferrari SpA SEFAC     | 28  | René Arnoux        | Ferrari 156/85  | Ferrari 031 1.5 V6t         | G      |
| Minardi F1 Team                | 29  | Pierluigi Martini  | Minardi M185    | Ford Cosworth DFY 3.0 V8    | P      |

## Klassifikationen

### Qualifying
| Pos. | Fahrer             | Konstrukteur        | Qualifikationstraining 1 | Qualifikationstraining 1 | Qualifikationstraining 2 | Qualifikationstraining 2 | Start |
| Pos. | Fahrer             | Konstrukteur        | Zeit                     | Ø-Geschwindigkeit        | Zeit                     | Ø-Geschwindigkeit        | Start |
| ---- | ------------------ | ------------------- | ------------------------ | ------------------------ | ------------------------ | ------------------------ | ----- |
| 01   | Michele Alboreto   | Ferrari             | 1:28,899                 | 203,732 km/h             | 1:27,768                 | 206,358 km/h             | 01    |
| 02   | Keke Rosberg       | Williams-Honda      | 1:32,135                 | 196,577 km/h             | 1:27,864                 | 206,132 km/h             | 02    |
| 03   | Elio de Angelis    | Lotus-Renault       | 1:28,081                 | 205,624 km/h             | keine Zeit               | –                        | 03    |
| 04   | Ayrton Senna       | Lotus-Renault       | 1:28,705                 | 204,178 km/h             | 1:28,389                 | 204,908 km/h             | 04    |
| 05   | Nigel Mansell      | Williams-Honda      | 1:31,211                 | 198,568 km/h             | 1:28,848                 | 203,849 km/h             | 05    |
| 06   | Alain Prost        | McLaren-TAG-Porsche | 1:30,253                 | 200,676 km/h             | 1:29,117                 | 203,234 km/h             | 06    |
| 07   | René Arnoux        | Ferrari             | 1:30,813                 | 199,438 km/h             | 1:29,612                 | 202,111 km/h             | 07    |
| 08   | Nelson Piquet      | Brabham-BMW         | 1:31,364                 | 198,236 km/h             | 1:29,855                 | 201,565 km/h             | 08    |
| 09   | Niki Lauda         | McLaren-TAG-Porsche | 1:30,716                 | 199,652 km/h             | 1:29,984                 | 201,276 km/h             | 09    |
| 10   | Derek Warwick      | Renault             | 1:31,533                 | 197,870 km/h             | 1:30,100                 | 201,017 km/h             | 10    |
| 11   | Patrick Tambay     | Renault             | 1:30,254                 | 200,674 km/h             | 1:30,516                 | 200,093 km/h             | 11    |
| 12   | Thierry Boutsen    | Arrows-BMW          | 1:32,207                 | 196,423 km/h             | 1:30,953                 | 199,131 km/h             | 12    |
| 13   | Andrea de Cesaris  | Ligier-Renault      | 1:33,718                 | 193,256 km/h             | 1:31,411                 | 198,134 km/h             | 13    |
| 14   | Riccardo Patrese   | Alfa Romeo          | 1:32,107                 | 196,637 km/h             | 1:31,790                 | 197,316 km/h             | 14    |
| 15   | Jacques Laffite    | Ligier-Renault      | 1:37,803                 | 185,185 km/h             | 1:32,021                 | 196,820 km/h             | 15    |
| 16   | Manfred Winkelhock | RAM-Hart            | 1:36,239                 | 188,194 km/h             | 1:32,560                 | 195,674 km/h             | 16    |
| 17   | François Hesnault  | Brabham-BMW         | 1:34,742                 | 191,168 km/h             | 1:32,904                 | 194,950 km/h             | 17    |
| 18   | Eddie Cheever      | Alfa Romeo          | 1:33,094                 | 194,552 km/h             | 1:33,091                 | 194,558 km/h             | 18    |
| 19   | Gerhard Berger     | Arrows-BMW          | 1:34,919                 | 190,811 km/h             | 1:34,773                 | 191,105 km/h             | 19    |
| 20   | Philippe Alliot    | RAM-Hart            | 1:35,726                 | 189,203 km/h             | 1:37,409                 | 185,934 km/h             | 20    |
| 21   | Martin Brundle     | Tyrrell-Ford        | 1:36,225                 | 188,221 km/h             | 1:36,152                 | 188,364 km/h             | 21    |
| 22   | Piercarlo Ghinzani | Osella-Alfa Romeo   | 1:38,272                 | 184,301 km/h             | 1:36,743                 | 187,214 km/h             | 22    |
| 23   | Stefan Johansson   | Tyrrell-Ford        | 1:37,799                 | 185,192 km/h             | 1:37,293                 | 186,155 km/h             | 23    |
| 24   | Mauro Baldi        | Spirit-Hart         | 1:41,330                 | 178,739 km/h             | keine Zeit               | –                        | 24    |
| 25   | Pierluigi Martini  | Minardi-Ford        | 1:44,046                 | 174,073 km/h             | keine Zeit               | –                        | 25    |

### Rennen
| Pos. | Fahrer             | Konstrukteur        | Runden | Stopps | Zeit        | Start | Schnellste Runde |
| ---- | ------------------ | ------------------- | ------ | ------ | ----------- | ----- | ---------------- |
| 01   | Alain Prost        | McLaren-TAG-Porsche | 61     | 1      | 1:41:26,115 | 06    | 1:36,702 (34.)   |
| 02   | Michele Alboreto   | Ferrari             | 61     | 1      | + 3,259     | 01    | 1:36,925 (37.)   |
| 03   | Elio de Angelis    | Lotus-Renault       | 60     | 1      | + 1 Runde   | 03    | 1:39,080 (31.)   |
| 04   | René Arnoux        | Ferrari             | 59     | 1      | + 2 Runden  | 07    | 1:38,349 (39.)   |
| 05   | Patrick Tambay     | Renault             | 59     | 1      | + 2 Runden  | 11    | 1:40,459 (49.)   |
| 06   | Jacques Laffite    | Ligier-Renault      | 59     | 1      | + 2 Runden  | 15    | 1:40,572 (24.)   |
| 07   | Stefan Johansson   | Tyrrell-Ford        | 58     | 2      | + 3 Runden  | 23    | 1:41,926 (36.)   |
| 08   | Martin Brundle     | Tyrrell-Ford        | 58     | 1      | + 3 Runden  | 21    | 1:42,606 (17.)   |
| 09   | Philippe Alliot    | RAM-Hart            | 58     | 0      | + 3 Runden  | 20    | 1:43,115 (23.)   |
| 10   | Derek Warwick      | Renault             | 57     | 2      | + 4 Runden  | 10    | 1:39,715 (32.)   |
| 11   | Thierry Boutsen    | Arrows-BMW          | 57     | 1      | + 4 Runden  | 12    | 1:41,809 (30.)   |
| 12   | Piercarlo Ghinzani | Osella-Alfa Romeo   | 57     | 1      | + 4 Runden  | 22    | 1:42,234 (43.)   |
| 13   | Manfred Winkelhock | RAM-Hart            | 57     | 0      | + 4 Runden  | 16    | 1:44,236 (08.)   |
| –    | Gerhard Berger     | Arrows-BMW          | 51     | 1      | DNF         | 19    | 1:42,588 (39.)   |
| –    | Ayrton Senna       | Lotus-Renault       | 48     | 1      | DNF         | 04    | 1:38,440 (32.)   |
| –    | Eddie Cheever      | Alfa Romeo          | 42     | 1      | DNF         | 18    | 1:41,855 (24.)   |
| –    | Pierluigi Martini  | Minardi-Ford        | 41     | 5      | DNF         | 25    | 1:45,662 (27.)   |
| –    | Niki Lauda         | McLaren-TAG-Porsche | 27     | 2      | DNF         | 09    | 1:38,098 (15.)   |
| –    | Andrea de Cesaris  | Ligier-Renault      | 26     | 0      | DNF         | 13    | 1:40,008 (07.)   |
| –    | Riccardo Patrese   | Alfa Romeo          | 20     | 0      | DNF         | 14    | 1:41,812 (02.)   |
| –    | Keke Rosberg       | Williams-Honda      | 10     | 0      | DNF         | 02    | 1:38,678 (02.)   |
| –    | François Hesnault  | Brabham-BMW         | 9      | 0      | DNF         | 17    | 1:41,151 (05.)   |
| –    | Nigel Mansell      | Williams-Honda      | 8      | 0      | DNF         | 05    | 1:39,996 (02.)   |
| –    | Mauro Baldi        | Spirit-Hart         | 7      | 2      | DNF         | 24    | 1:47,046 (02.)   |
| –    | Nelson Piquet      | Brabham-BMW         | 2      | 0      | DNF         | 08    | 1:40,558 (02.)   |

## WM-Stände nach dem Rennen
Die ersten sechs des Rennens bekamen 9, 6, 4, 3, 2 bzw. 1 Punkt(e). In der Fahrerwertung wurden die besten elf Resultate, in der Konstrukteurswertung alle Resultate gewertet.

### Fahrerwertung
| Pos. | Fahrer             | Konstrukteur        | Punkte |
| ---- | ------------------ | ------------------- | ------ |
| 01   | Alain Prost        | McLaren-TAG-Porsche | 9      |
| 02   | Michele Alboreto   | Ferrari             | 6      |
| 03   | Elio de Angelis    | Lotus-Renault       | 4      |
| 04   | René Arnoux        | Ferrari             | 3      |
| 05   | Patrick Tambay     | Renault             | 2      |
| 06   | Jacques Laffite    | Ligier-Renault      | 1      |
| 07   | Stefan Johansson   | Tyrrell-Ford        | 0      |
| 08   | Martin Brundle     | Tyrrell-Ford        | 0      |
| 09   | Philippe Alliot    | RAM-Hart            | 0      |
| 10   | Derek Warwick      | Renault             | 0      |
| 11   | Thierry Boutsen    | Arrows-BMW          | 0      |
| 12   | Piercarlo Ghinzani | Osella-Alfa Romeo   | 0      |
| 13   | Manfred Winkelhock | RAM-Hart            | 0      |

| Pos. | Fahrer            | Konstrukteur        | Punkte |
| ---- | ----------------- | ------------------- | ------ |
| –    | Gerhard Berger    | Arrows-BMW          | 0      |
| –    | Ayrton Senna      | Lotus-Renault       | 0      |
| –    | Eddie Cheever     | Alfa Romeo          | 0      |
| –    | Pierluigi Martini | Minardi-Ford        | 0      |
| –    | Niki Lauda        | McLaren-TAG-Porsche | 0      |
| –    | Andrea de Cesaris | Ligier-Renault      | 0      |
| –    | Riccardo Patrese  | Alfa Romeo          | 0      |
| –    | Keke Rosberg      | Williams-Honda      | 0      |
| –    | François Hesnault | Brabham-BMW         | 0      |
| –    | Nigel Mansell     | Williams-Honda      | 0      |
| –    | Mauro Baldi       | Spirit-Hart         | 0      |
| –    | Nelson Piquet     | Brabham-BMW         | 0      |

### Konstrukteurswertung
| Pos. | Konstrukteur        | Punkte |
| ---- | ------------------- | ------ |
| 01   | McLaren-TAG-Porsche | 9      |
| 02   | Ferrari             | 9      |
| 03   | Lotus-Renault       | 4      |
| 04   | Renault             | 2      |
| 05   | Ligier-Renault      | 1      |
| 06   | Tyrrell-Ford        | 0      |
| 07   | RAM-Hart            | 0      |

| Pos. | Konstrukteur      | Punkte |
| ---- | ----------------- | ------ |
| 08   | Arrows-BMW        | 0      |
| 09   | Osella-Alfa Romeo | 0      |
| –    | Alfa Romeo        | 0      |
| –    | Minardi-Ford      | 0      |
| –    | Williams-Honda    | 0      |
| –    | Brabham-BMW       | 0      |
| –    | Spirit-Hart       | 0      |